# Giulio Caccini
Giulio Caccini (ur. 8 października 1551 w Rzymie, zm. 10 grudnia 1618 we Florencji) – włoski kompozytor i śpiewak, członek Cameraty Florenckiej; nazywany Giulio Romano. 
O wczesnych latach życia Cacciniego mało jest pewnych wiadomości. Około 1564 Caccini przybył na dwór wielkiego księcia toskańskiego Cosimo de' Medici, gdzie uczył się śpiewu i gry na lutni. Grał również biegle na chitarrone i klawesynie. 
Z okazji ślubu Francesco I de' Medici i Bianki Cappello, Caccini, znany dotychczas jako śpiewak i instrumentalista, wystąpił 1589 w roli kompozytora intermedium (krótkiego utworu muzyczno-scenicznego), skomponowanego w technice monodycznej do sztuki La pellegrina G. Barbagliego. W późniejszych latach osiągał także sukcesy na dworach w Ferrarze i Rzymie, komponując intermedia i madrygały. 

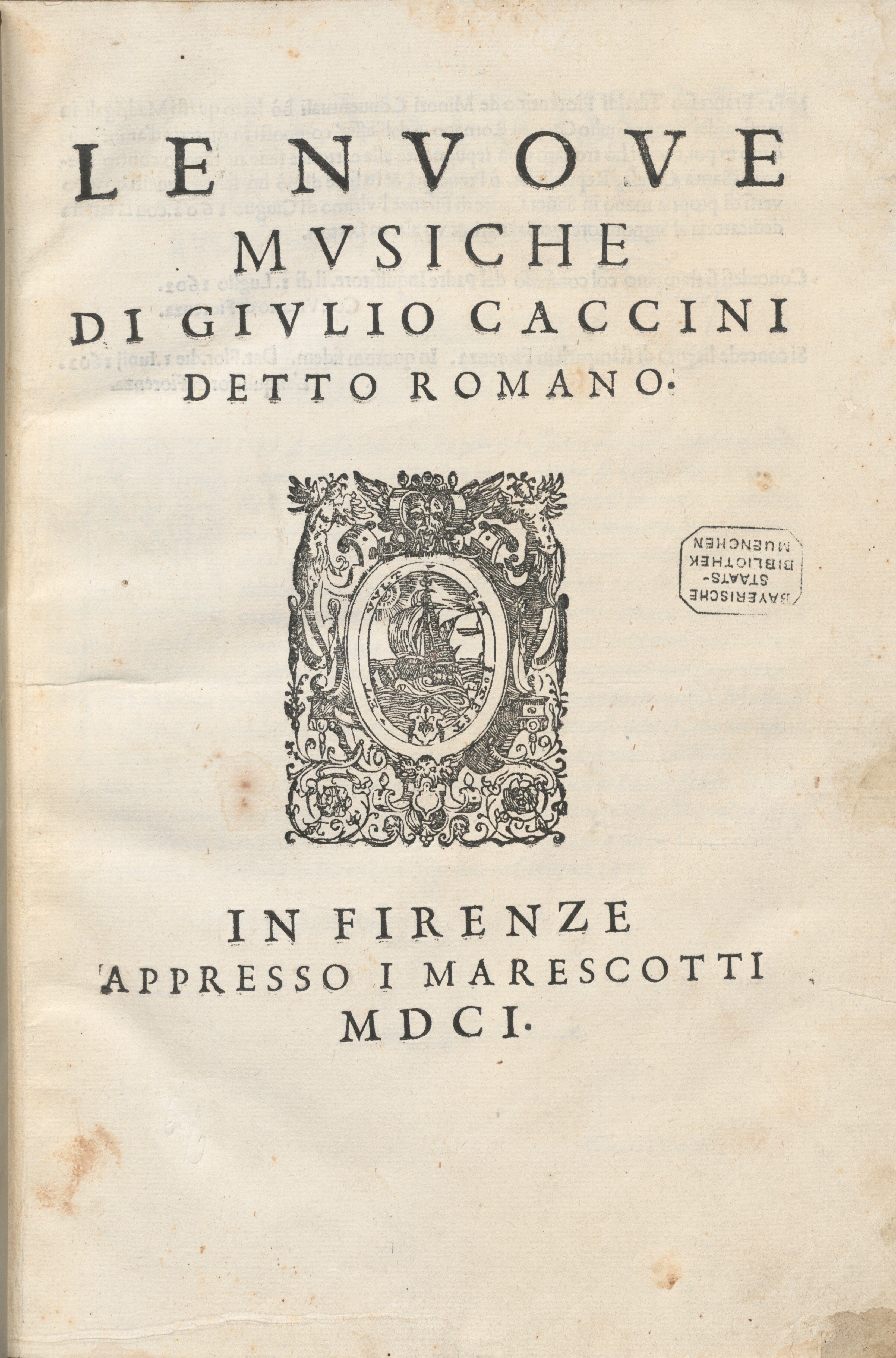
Strona tytułowa Le nuove musiche

Brał czynny udział w posiedzeniach Cameraty i zainspirował się jej programem artystycznym, opartym na pismach Giovanniego Bardiego, jednego z mecenasów Cameraty. Sam Caccini wkrótce wyłożył własne założenia artystyczne dotyczące monodii akompaniowanej w ważnym dziele teoretycznym pt. Le nuove musiche, wydane w 1602. Stanowi ono podwaliny nowożytnej sztuki operowej. Jako jeden z pierwszych stosował w niej recytatyw.
Za pierwszą zachowaną pełnospektaklową operę Cacciniego można uznać Euridice (napisana 1600 do tego samego libretta Ottavio Rinucciniego, do którego w tym samym roku skomponował muzykę Jacopo Peri, również kompozytor z Cameraty florenckiej). 
W późniejszych latach Caccini stworzył rodzinny zespół artystyczny "Concerto Caccini", w skład którego, oprócz niego samego, wchodziła jego żona Margherita (śpiewaczka), starsza córka Francesca (śpiewaczka, kompozytorka i lutnistka), młodsza córka Settimia oraz syn Pompeo. W 1604 Caccini wyjechał na prośbę królowej Francji, Marii Medycejskiej, do Paryża ze swoim rodzinnym zespołem i odnosił tam wielkie sukcesy. Po powrocie do Włoch został 1607 członkiem nowo założonej Accademia degli Elevati we Florencji.
Słynna pieśń Ave Maria, z którą się zwykło utożsamiać nazwisko Cacciniego, w rzeczywistości została skomponowana przez radzieckiego gitarzystę i lutnistę Władimira Wawiłowa w roku 1970.